# Scolitantides amdensis
Scolitantides amdensis är en fjärilsart som beskrevs av Hemm. Scolitantides amdensis ingår i släktet Scolitantides och familjen juvelvingar. Inga underarter finns listade.